# Liste der denkmalgeschützten Objekte in Sankt Stefan ob Leoben
Die Liste der denkmalgeschützten Objekte in Sankt Stefan ob Leoben enthält die 6 denkmalgeschützten, unbeweglichen Objekte der Gemeinde Sankt Stefan ob Leoben im steirischen Bezirk Leoben.

## Denkmäler
| Foto |                 | Denkmal                                                                     | Standort                                             | Beschreibung | Metadaten |
| ---- | --------------- | --------------------------------------------------------------------------- | ---------------------------------------------------- | --- | --- |
| ja   | Datei hochladen | Burgruine Kaisersberg HERIS-ID: 71679 Objekt-ID: 84873                      | östlich Bergmannstraße 39 Standort KG: Kaisersberg   | Die Burg auf einem Ausläufer des Fressenberges wurde um 1240 von den Grafen von Pfannberg errichtet und zwischen 1466 und 1477 umgestaltet und ausgebaut. 1793 wurde sie aufgegeben, seither verfällt sie. Der Eingang verläuft im Norden durch zwei Tortürme in den rechteckigen Burghof, der im Norden vom Palas sowie im Westen und Süden von Wohnbauten gebildet wird. Im Süden ist noch ein fünfeckiger Wehrbau in den Felsen eingearbeitet. | BDA-Hist.: Q4998499 Status: Bescheid Stand der BDA-Liste: 2025-06-30 Name: Burgruine Kaisersberg GstNr.: 156/2 Burgruine Kaisersberg, St. Stefan ob Leoben                      |
| ja   | Datei hochladen | Haus-/Hofkapelle HERIS-ID: 71815 Objekt-ID: 85012                           | bei Hinterlobming 34 Standort KG: Lobming            | | BDA-Hist.: Q38128436 Status: § 2a Stand der BDA-Liste: 2025-06-30 Name: Haus-/Hofkapelle GstNr.: 197 Hauskapelle Hinterlobming, St. Stefan ob Leoben                            |
| ja   | Datei hochladen | Kath. Filialkirche hl. Nikolaus in Lobming HERIS-ID: 71798 Objekt-ID: 84994 | Hinterlobming Standort KG: Lobming                   | Die kleine gotische Kirche mit romanischen Teilen wurde erstmals 1270 erwähnt. Es ist eine einfache Saalkirche mit Holzkassettendecke. An der Nordwestwand befindet sich ein vermauertes romanisches Fenster. Der Chor ist etwas schmäler, hat einen 5/8-Schluss, die Achse ist zur Hauptachse des Kirchenschiffs leicht nach Süden versetzt. Die gotischen Rippen wurden abgeschlagen, die Konsolen sind aber noch vorhanden. Der Westturm mit Zeltdach ist zweigeschoßig, das gotische Westportal ist fast rundbogig. Die Innenausstattung stammt aus dem 17. Jahrhundert. | BDA-Hist.: Q38128394 Status: § 2a Stand der BDA-Liste: 2025-06-30 Name: Kath. Filialkirche hl. Nikolaus in Lobming GstNr.: .1/1 Filialkirche hl. Nikolaus, St. Stefan ob Leoben |
| ja   | Datei hochladen | Pfarrhof und Wirtschaftsgebäude HERIS-ID: 71663 Objekt-ID: 84857            | Kirchplatz 1 Standort KG: St. Stefan                 | | BDA-Hist.: Q38128183 Status: § 2a Stand der BDA-Liste: 2025-06-30 Name: Pfarrhof und Wirtschaftsgebäude GstNr.: .36 Pfarrhof St. Stefan ob Leoben                               |
| ja   | Datei hochladen | Kath. Pfarrkirche hl. Stefan HERIS-ID: 51883 Objekt-ID: 57696               | Kirchplatz 1 Standort KG: St. Stefan                 | Die vor 1105 gestiftete gotische Kirche wurde 1787 barockisiert. Das Langhaus ist dreijochig mit Platzlgewölbe auf Wandpilastern. Die gotischen Strebepfeiler an der Außenseite sind halbrund ummantelt. Der eingezogene Chor ist einjochig mit 3/8-Schluss und Flachkuppel, die Chorschlussfenster zweibahnig mit Maßwerk. Der Turm mit Spitzhelm geht in seiner heutigen Erscheinung auf das späte 19. Jahrhundert zurück. die Innenausstattung stammt aus dem späten 18. Jahrhundert.                                                                                     | BDA-Hist.: Q38048037 Status: § 2a Stand der BDA-Liste: 2025-06-30 Name: Kath. Pfarrkirche hl. Stefan GstNr.: .34 Church St. Stefan ob Leoben                                    |
| ja   | Datei hochladen | Kruzifix HERIS-ID: 71664 Objekt-ID: 84858                                   | Kirchplatz 1 (Pfarrhof), bei Standort KG: St. Stefan | Das in einem Gebäudeeck des Pfarrhofs stehende Eisenguss-Kreuz stammt laut Aufschrift auf dem Sockel aus dem Jahr 1854. | BDA-Hist.: Q38128193 Status: § 2a Stand der BDA-Liste: 2025-06-30 Name: Kruzifix GstNr.: .34                                                                                    |